# Пройас, Алекс
Александр (Александрос) Пройас (англ. Alexander Proyas, греч. Αλέξανδρος Πρόγιας; род. 23 сентября 1963, Египет, ОАР) — австралийский кинорежиссёр, известный своими фантастическими фильмами «Ворон» (1994), «Тёмный город» (1998), «Я, робот» (2004) и «Знамение» (2009).

## Жизнь и карьера
Родился в Египте в семье греков. С трёх лет жил в Австралии, в городе Сиднее. В 1982 году снятая им короткометражка взяла призы на фестивалях в Сиднее и Лондоне. В 1984 году оставил колледж, чтобы снимать рекламные ролики для компаний «Найк» (Nike, Inc) и «Кока-Кола» (The Coca-Cola Company), а также видеоклипы для групп INXS и Crowded House.
В 1989 году на экраны вышел первый полнометражный фильм Пройаса под названием «Spirits of the Air, Gremlins of the Clouds». Бюджет снятого фильма был крошечным. В 1993 году режиссёру была доверена экранизация мрачного по атмосфере и художественному решению комикса «Ворон»; в поздний период работы над картиной к данному антуражу добавился трагичный факт — на съёмках погиб актёр Брэндон Ли, сын Брюса Ли.
Параллельно Пройас не оставлял работы и над короткометражными фильмами: в 1994 году нескольких наград был удостоен его мультфильм «Тайны города», а «Книга снов» в том же году участвовала в конкурсной программе Каннского фестиваля.
Пройас был окончательно признан в качестве мэтра кинофантастики с выходом в 1998 году метафизического блокбастера «Тёмный город». Влиятельный американский кинокритик Роджер Эберт признал «Тёмный город» лучшим фильмом года, а газета The New York Times в своём отзыве на фильм назвала Пройаса «ходячей энциклопедией причудливой образности в жанрах фантастика и хоррор».
В 2004 году на киноэкраны вышел новый фантастический фильм Пройаса — «Я, робот», поставленный по мотивам произведений Айзека Азимова. Картина продолжает пройасовскую линию на совмещение крупнобюджетных фантастических декораций с исследованием метафизических вопросов о природе и предназначении человека и человечества.
Фэнтези-фильм Пройаса «Боги Египта» (2016), основанный на древнеегипетской мифологии, стал самым неудачным в его карьере: он провалился в прокате и был разгромлен критиками. После этого Пройас больше не снимал фильмов.

## Фильмография
| Год  |     | Русское название               | Оригинальное название                      | Роль                          |
| ---- | --- | ------------------------------ | ------------------------------------------ | ----------------------------- |
| 1980 | кор | Неон                           | Neon                                       | режиссёр                      |
| 1980 | кор | Нащупывая                      | Groping                                    | режиссёр, оператор            |
| 1981 | кор | Странные остатки               | Strange Residues                           | режиссёр                      |
| 1987 | кор | Мягкотелый                     | Spineless                                  | режиссёр                      |
| 1989 | ф   | Духи воздуха, Гремлины облаков | Spirits of the Air, Gremlins of the Clouds | режиссёр, продюсер, сценарист |
| 1994 | кор | Книга снов                     | Book of Dreams: Welcome to Crateland       | режиссёр, оператор            |
| 1994 | ф   | Ворон                          | The Crow                                   | режиссёр                      |
| 1998 | ф   | Тёмный город                   | Dark City                                  | режиссёр, продюсер, сценарист |
| 2002 | ф   | Неудачники                     | Garage Days                                | режиссёр, продюсер, сценарист |
| 2004 | ф   | Я, робот                       | I, Robot                                   | режиссёр                      |
| 2009 | ф   | Знамение                       | Knowing                                    | режиссёр, продюсер            |
| 2016 | ф   | Боги Египта                    | Gods of Egypt                              | режиссёр, продюсер, сценарист |
|      | ф   | R.U.R.                         | R.U.R.                                     | режиссёр, продюсер, сценарист |